# 鯉沼香帆
鯉沼 香帆（こいぬま かほ、英語: Kaho Koinuma、1972年 - ）は、日本の元フィギュアスケート選手（アイスダンス）。フィギュアスケートコーチ。現在は画家。東京都出身。元パートナーはティグラン・アラケリアン 。1995年・1996年世界選手権アルメニア代表。

## 経歴
東京で生まれ、1歳のときにアメリカへ移り住む。4歳のときよりスケートをはじめる。
1994-95シーズン、ティグラン・アラケリアンとカップルを組み、アルメニア代表としてヨーロッパ選手権・世界選手権に出場する。その後も1996-97シーズンまでアルメニア代表として国際大会に出場し続けた。競技引退後はコーチに転向。
2006年に秋山峰男のマンダラの点描画と出会い、現在はアメリカを中心にマンダラ画の画家として活動している。

## 主な戦績
| 大会/年            | 1994-95 | 1995-96 | 1996-97 |
| ------------------ | ------- | ------- | ------- |
| 世界選手権         | 23      | 28      |         |
| 欧州選手権         | 21      | 21      | 25      |
| GPスケートカナダ   |         |         | 10      |
| スケートイスラエル |         |         | 6       |

## 著書
- 『To My Beloved』（2010年11月、ナチュラルスピリット・パブリッシング80）